# Hugo Arley Tobar Otero
Hugo Arley Tobar Otero (Buenaventura, 1980) es un politólogo y político colombiano, que se desempeñó como Gobernador de Chocó.

## Biografía
Nació en Buenaventura, Distrito Especial de Colombia, el 1 de octubre de 1980. Estudió Ciencias Políticas en la Universidad del Distrito de Columbia en Washington D. C. (Estados Unidos) y posee una Maestría en Administración Pública de la misma universidad.
Comenzó trabajando como analista en la oficina de políticas públicas del departamento de servicios de empleo del gobierno del Distrito de Columbia, así como en las Universidades del Distrito de Columbia y de Howard. Entre 2008 y 2011 trabajó para la fundación Phelp Stokes, una fundación para el desarrollo de las comunidades latinoamericanas y africanas, donde conoció a Luis Gilberto Murillo.
Cuando Murillo fue elegido Gobernador de Chocó en las elecciones regionales de 2011, lo designó Secretario de Hacienda. Tras la destitución de Murillo del cargo, en diciembre de 2012 fue designado Gobernador Encargado de Chocó como parte de una terna presentada por la coalición que llevó al poder a Murillo, conformada por el Partido Cambio Radical, el Partido Conservador y la Alianza Social Independiente. Ocupó el cargo hasta octubre de 2013, cuando el gobierno nacional lo reemplazó por Julieta Gómez Bedoya.
Tras su paso por la gobernación trabajó como director de operaciones en el departamento de rehabilitación juvenil del Distrito de Columbia, así como consultor en municipios de Cauca, Chocó y Valle del Cauca.
En 2015 fue elegido Rector de la Universidad del Pacífico, con el respaldo del gobierno nacional. Sin embargo, solo ocupó el cargo por ocho meses, puesto que su rival en la elección, Félix Suárez, lo demandó ante el Consejo de Estado ya que no había convalidado sus títulos obtenidos en el extranjero.
También se desempeñó como director del programa presidencial Inversión Para la Paz, destinado a manejar recursos de USAID y la OIM para el mejoramiento de las condiciones de vida en el Pacífico, y como director para Sudamérica y el Caribe de la Open Society Foundations.